# 崆峒区
崆峒区（こうどう-く）は中華人民共和国甘粛省平涼市に位置する市轄区。平涼市の政治・経済の中心地である。区人民政府の所在地は西郊街道。

## 地理
崆峒区は東経106度25分から107度21分、北緯35度12分から35度45分に位置し、東は涇川県、南は華亭市・崇信県、西は寧夏回族自治区の涇源県・固原市、北は彭陽県・鎮原県に隣接する。
区内に最高点の海抜が2,234 mの崆峒山があり、道教の最初期の活動拠点の1つとされる。唐以降は多くの僧侶、道士が山内で修行を行い、現在も古代寺院の建物群が残っている。1994年、中華人民共和国国家重点風景名勝区に認定された。

## 歴史
2002年6月に設置。

## 行政区画
3街道、7鎮、3郷、7民族郷を管轄：
- 街道：東関街道、中街街道、西郊街道
- 鎮：崆峒鎮、白水鎮、草峰鎮、安国鎮、柳湖鎮、四十里鋪鎮、花所鎮
- 郷：索羅郷、香蓮郷、麻武郷
- 民族郷：西陽回族郷、大秦回族郷、白廟回族郷、寨河回族郷、大寨回族郷、上楊回族郷、峡門回族郷

## 交通

### 鉄道
- 中国国家鉄路集団
  - 宝中線、西平線（中国語版）
    - 平涼駅

### 道路
- 高速道路
  -  青蘭高速道路（中国語版）
  -  銀昆高速道路
- 国道
  - G312国道